# Черемський заповідник
Черéмський приро́дний запові́дник — природний заповідник в Україні. Розташований у північній частині Маневицького району Волинської області. 
Загальна площа 2975,7 га. Створено з метою збереження типових та унікальних природних комплексів Українського Полісся. 

## Історія
Черемський природний заповідник був створений Указом Президента України від 19 грудня 2001 року № 1234 на базі Черемського заказника загальнодержавного значення, площею 903 га та його охоронної зони, а також трьох заказників місцевого значення: орнітологічного заказника «Урочище Сузанка», загальнозоологічного заказника «Карасинський» та ботанічного заказника «Карасинський ялинний-1». Це перший заповідник, створений у Волинській області.

## Розташування

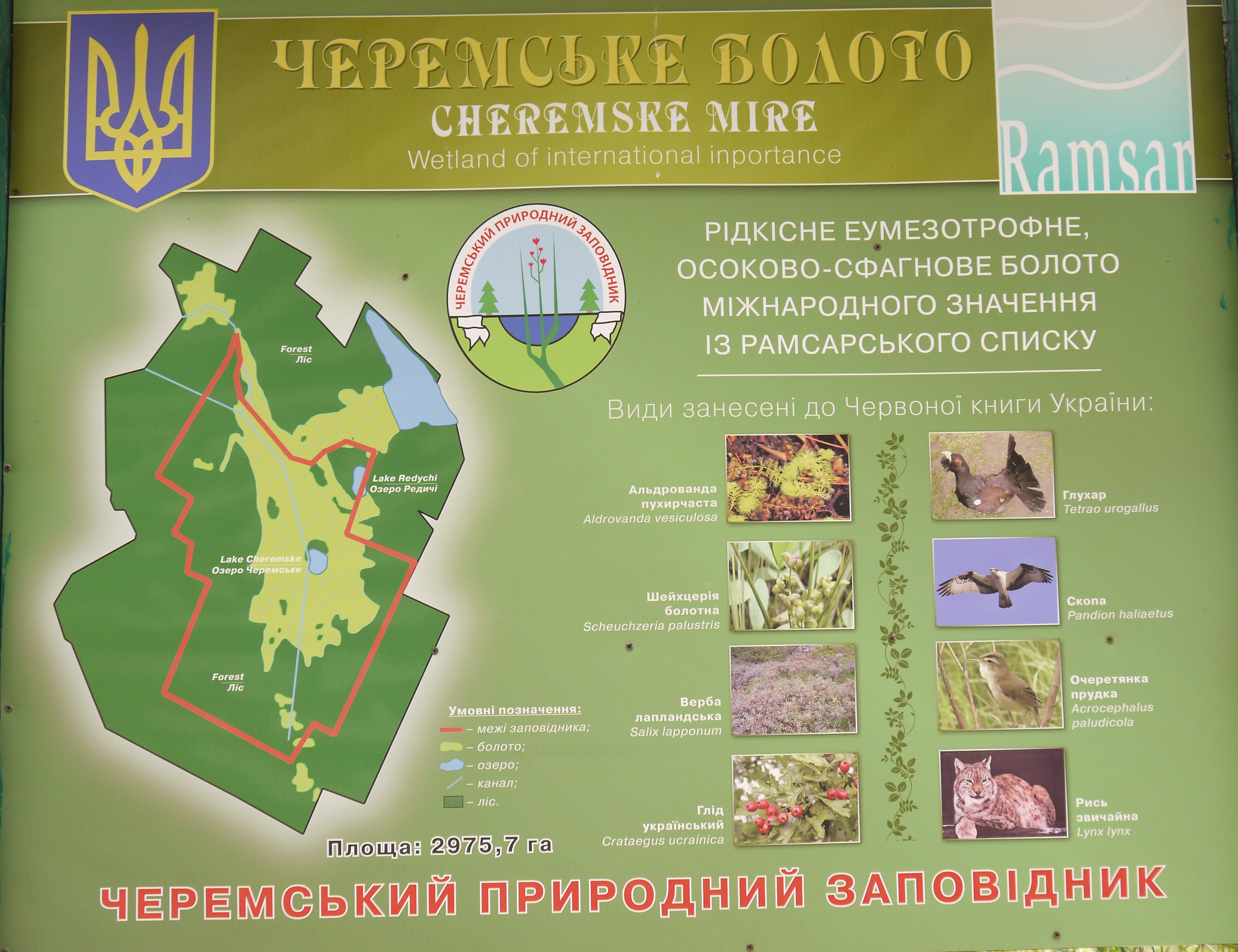
Черемське болото. Стенд

Заповідник розташований у північній частині Маневицького району Волинської області, на межі з Рівненською областю, за 6 км на північ від села Замостя. Заповідник являє собою природно-територіальні комплекси, де збереглися малопорушені антропогенною діяльністю суцільні лісові масиви з унікальним еумезотрофним (перехідним, дуже обводненим) осоково-сфагновим болотом Черемське (місцева назва «Чірмуське»), в межах якого розташоване озера Черемське та Редичі. 
Заповідник віддалений від населених пунктів, на його території відсутні лінії електропередач, дороги з твердим покриттям, його територія розташована в безпосередній близькості з Рівненським природним заповідником (Білоозерський філіал) i межує із 30-кілометровою зоною Рівненської АЕС (м. Вараш).

## Природні умови

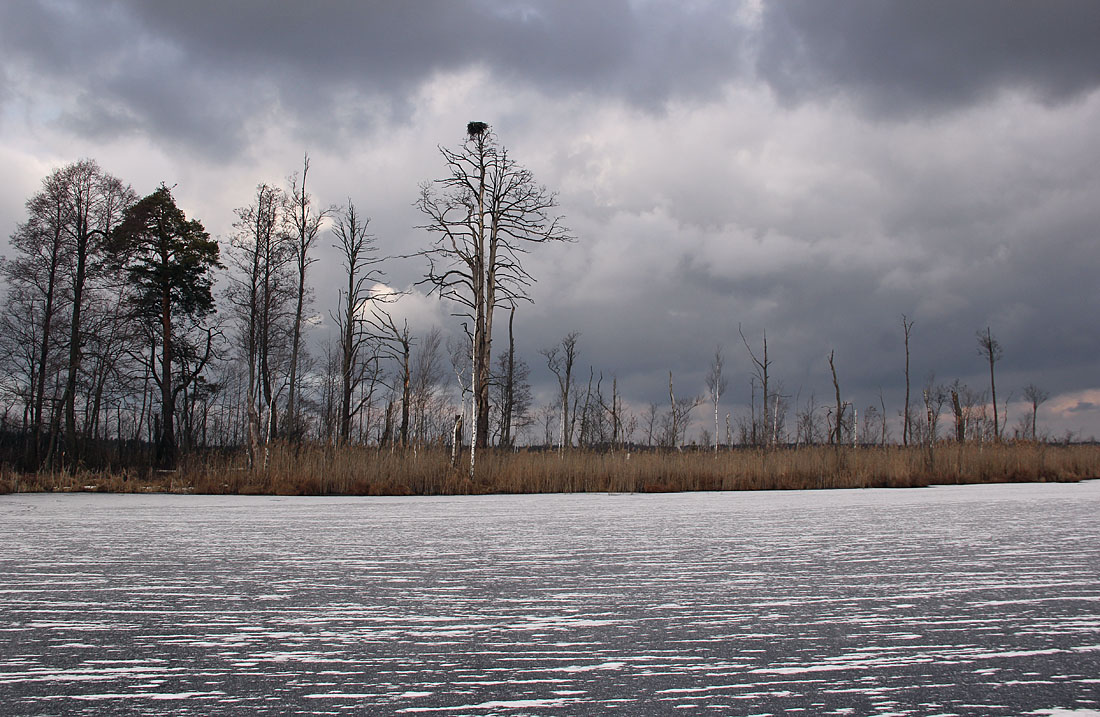
Крига на озері Черемському

За схемою фізико-географічного районування територія належить до Новочервищанського району, підобласті Верхньоприп'ятського Полісся, області Волинське Полісся Поліського, краю Зони мішаних лісів південно-західної частини Східно-Європейської рівнини. Заповідник розташований у міжріччі Стоходу i Веселухи, близько до межі Верхньоприп'ятської низовини із Волинським моренним пасмом, у зоні Пінських боліт. Особливістю географічного розташування заповідника є те, що по Черемському болотному масиву проходить лінія вододілу між річками Стохід і Веселуха. 
До основних типів ґрунтів Черемського заповідника належать дерново-підзолисті, болотно-підзолисті, дернові опідзолені та болотні ґрунти. 
Клімат у районі розміщення заповідника помірно континентальний, вологий, з м'якою зимою, нестійкими морозами, частими відлигами, нежарким літом, значними опадами, затяжними весною та осінню. Середньорічна температура повітря становить +7,2 °C, а середньорічна кількість опадів — 634,4 мм. 
Із загальної площі заповідника ліси становлять 64,5%, болота — 33,7%, просіки і квартальні лінії — 0,7%, озера (Редичі — 11 га, макс. глибина 4,5 м та Черемське — 7,7 га, макс. глибина 7 м) — 0,6%, дороги — 0,4%, меморіал партизанської слави — 0,1%.

## Флора

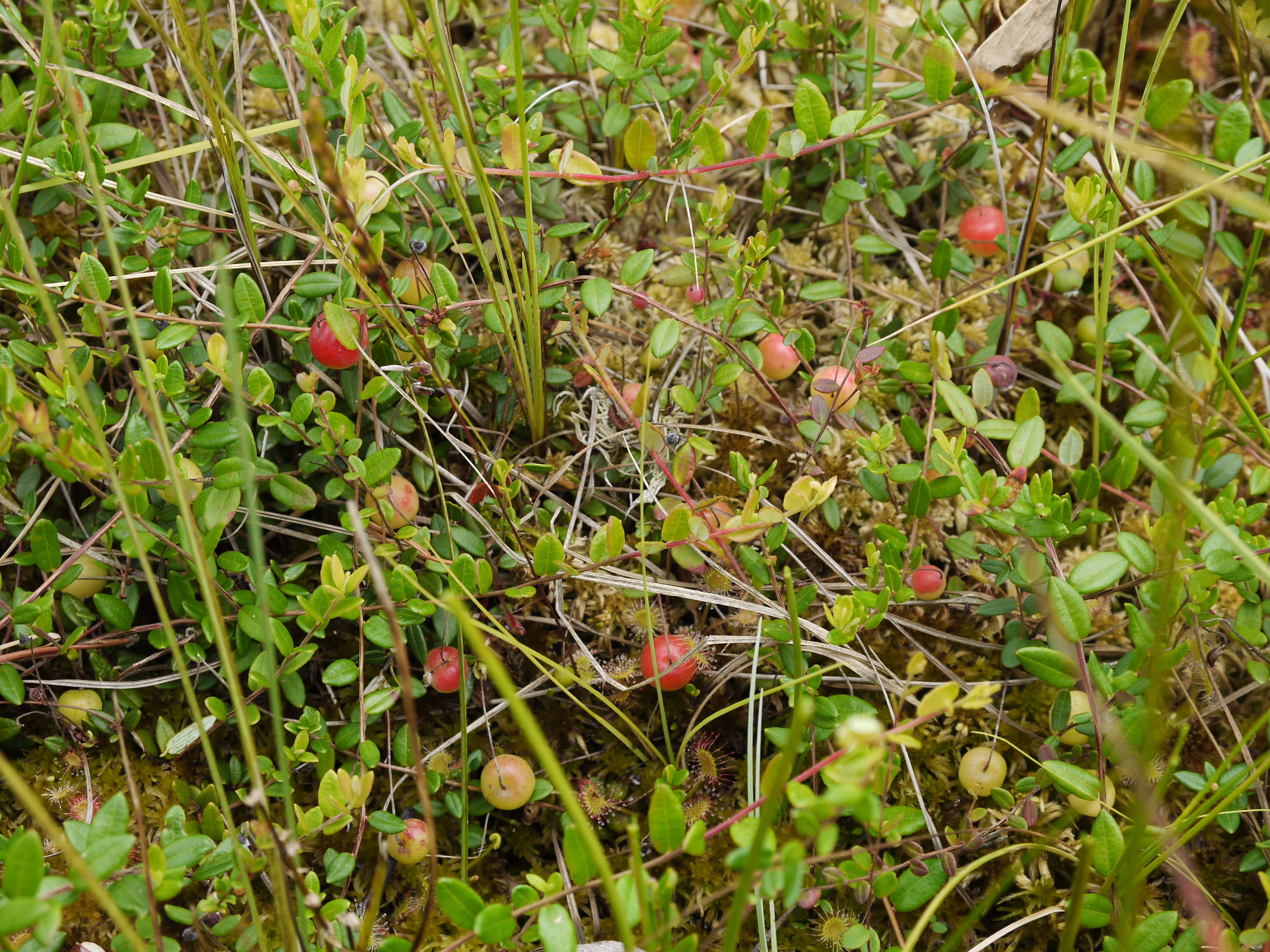
Журавлина та росичка на Черемському болоті

За геоботанічним районуванням територія заповідника належить до Зарічненсько-Висоцько-Сарненського району соснових чорницево-зеленомохових лісів і боліт різних типів, Ковельсько-Сарненського (Західнополіського) округу, Поліської підпровінції, Східно-Європейської провінції широколистяних лісів. 
Рослинність заповідника характеризується ценотичним багатством і різноманіттям. Стан рослинності задовільний, що підтверджується добре збереженою структурою ценозів, домінуванням типових природних видів, наявністю раритетних угруповань. 
У заповіднику відмічено різні типи рослинності: водна, болотна, ліси, чагарники, луки, пустища. Найпоширенішою є лісова рослинність. Серед посадок, здебільшого соснових лісів, переважають молоді та середньовікові. Найпоширенішими типами умов місцезростання є субори (53% площі лісів), а типами лісу — вологий (21,2%) та сирий (15,5%) дубово-сосновий субір, де головною породою є сосна звичайна. Досить поширеними є сугруди, що займають 18,9% площі лісів; переважаючими серед них є сирі та мокрі типи, а домінуючою породою є вільха чорна. Із борових типів (11,2% площі лісів) найпоширеніший свіжий сосновий бір (7,6%), де головною породою є сосна звичайна. Серед лісів переважають суходільні (1205,8 га, або ж 40,5% площі заповідника), хоча частка заболочених лісів теж досить значна (589,2 га, або ж 19,8% загальної площі). Ялинники, що зростають тут на південній межі ареалу, є різновіковими, вони трапляються фрагментарно. Дубові, дубово-соснові, грабово-дубові ліси займають невеликі площі. Поруч із сосновими борами є березові ліси. 
Значні площі у заповіднику зайняті водно-болотною рослинністю. На досліджуваній території домінують мезотрофні дуже обводнені болотні комплекси, в їхніх межах, у добре зволожених і протічних умовах, сформувалися евтрофні ділянки, а оліготрофні болота займають менші площі й трапляються невеликими острівцями по периферії. Лучна рослинність займає незначні площі. Заплавні луки в межах заповідника відсутні. Сухі луки трапляються спорадично і невеликими ділянками на узліссях та галявинах. Невелику площу займає також рослинність пустищ і чагарників. Чагарникова рослинність з домінуванням верб різних видів із різнотравним покривом трапляються зрідка й займає дрібні площі. Водна рослинність розвивається в озерах Черемське та Редичі, каналах і від'ємних формах рельєфу, які постійно затоплюються, характеризується незначною різноманітністю. 
Ряд угруповань рослин (40 асоціацій) занесено до Зеленої книги України: старі соснові зеленомохові, чорничні, з ялівцем ліси, пригнічені соснові угруповання із сфагнами на болоті, угруповання із шейхцерією, альдровандою, лататтям, глечиками жовтими, їжачою голівкою маленькою та інші. 
Систематична структура флори вищих судинних рослин заповідника включає 5 відділів, 7 класів, 54 порядки, 103 родини, 382 роди і 760 видів та підтверджує хорошу збереженість флори і значну біорізноманітність. Мохоподібних нараховується 114 видів, лишайників — 53 види, грибів — 133 види. 
З рідкісних видів рослин, що підлягають особливій охороні, тут відмічено один вид рослин із Червоного списку МСОП: зозулині черевички справжні, три види із Європейського червоного списку: смілка литовська, глід український, козельці українські, чотири види занесені до Додатку I Бернської конвенції: альдрованда пухирчаста, зозулині черевички справжні, жировик Льозеля, сон широколистий та 33 види вищих рослин, занесених до Червоної книги України: альдрованда пухирчаста, береза низька, береза темна, осока Девелла, булатка червона, коральковець тричінадрізаний, зозулині черевички справжні, пальчатокорінник Фукса, пальчатокорінник м'ясочервоний, пальчатокорінник плямистий, пальчатокорінник травневий, вовчі ягоди пахучі, дифазіаструм сплюснутий, росичка англійська, росичка середня, коручка чемерникоподібна, хамарбія болотна, баранець звичайний, щитолисник звичайний, молодильник озерний, ситник бульбистий, лілія лісова, жировик Льозеля, зозулині сльози яйцеподібні, лікоподіела заплавна, плаун річний, гніздівка звичайна, журавлина дрібноплода, любка дволиста, любка зеленоквіткова, верба чорнична, верба Старке, шейхцерія болотна і по одному виду з водоростей та грибів. 
На цій території зростає також чимало регіонально рідкісних видів рослин. 
Незважаючи на досить малу площу заповідника, тут зосереджено більше половини видів судинних і близько 25% рідкісних та зникаючих видів рослин Українського Полісся, що говорить про репрезентативність та цінність цієї території у флористично-зоологічному відношенні. 
Для Черемського ПЗ встановлено 114 видів мохоподібних: 12 видів печіночників, 14 - сфагнів і 88 видів брієвих мохів [Вірченко, 2014] і в майбутньому їх кількість може бути збільшена, особливо за рахунок печіночників. Серед виявлених видів три (гелодій Бландова, псевдокаліергон трирядний, скорпідій скорпіоноподібний) занесені до Червоної книги України, а два (дикран зелений і гаматокауліс глянсуватий) — до Червоної книги мохоподібних Європи. Заповідник відіграє важливу роль у збереженні поліської бріофлори, зокрема реліктових мохів евтрофних та еумезотрофних боліт.

## Фауна
Серед основних найтиповіших зооценозів заповідника слід відмітити фауністичні комплекси водойм і водно-болотних комплексів соснових лісів, широколистяних лісів, чагарників, сухих пустищ і галявин. 
За попередніми даними, з хребетних тварин у заповіднику мешкають: 18 видів риб, 12 видів земноводних, 7 видів плазунів, 141 вид птахів та 42 види ссавців. Безхребетні тварини поки що вивчені недостатньо. 
До Європейського червоного списку занесено 13 видів тварин: красотіл пахучий, вусач великий дубовий західний, ванесса чорно-руда, синявець Мелеагр, мурашка руда лісова, п'явка медична, мурашиний лев звичайний, очеретянка прудка, деркач, шуліка рудий, вовк, видра річкова, рись. Тут виявлено 40 видів тварин, занесених до Червоної книги України: дозорець-імператор, мінливець великий, вусач мускусний, джміль моховий, джміль яскравий, красуня-діва, красотіл пахучий, вусач великий дубовий західний, кордулегастер кільчастий, стафілін волохатий, ендроміс березовий, люцина, п'явка медична, лярра анафемська, жук-олень, мегариса рогохвостова, махаон, ктир гігантський, сколія степова, ропуха очеретяна, мідянка, очеретянка прудка, підорлик малий, пугач, лелека чорний, змієїд, журавель сірий, сорокопуд сірий, скопа, королик червоноголовий, глухар, сова бородата, дятел трипалий, видра річкова, рись, борсук, горностай, норка європейська, кутора мала.

## Міжнародне значення заповідника
Територія заповідника входить до складу водно-болотного угіддя міжнародного значення «Заплава р. Стоходу», яке, згідно з критеріями Рамсарської конвенції, має велику цінність і міжнародне значення, головним чином як місце оселення водоплавних птахів.

## Галерея

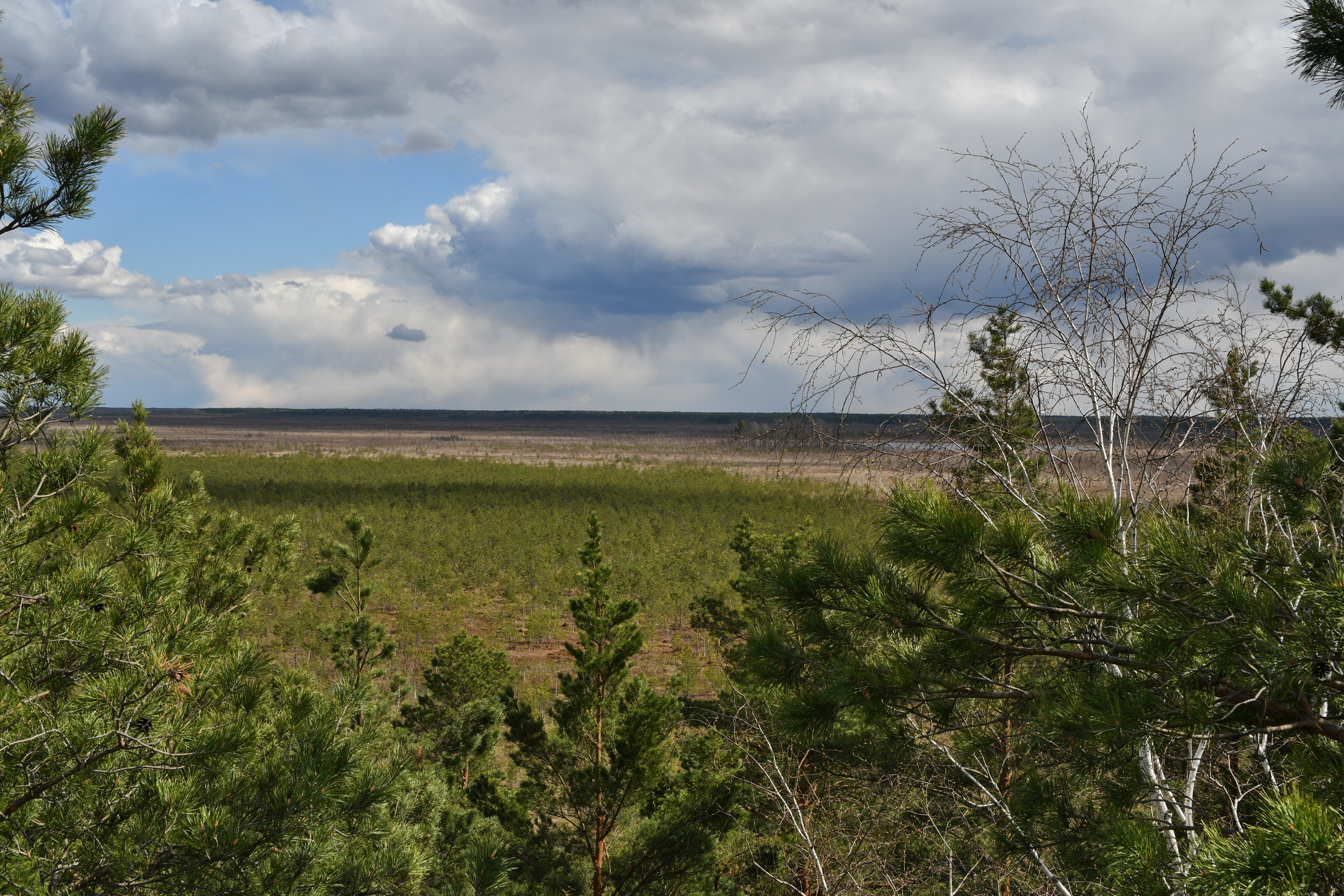
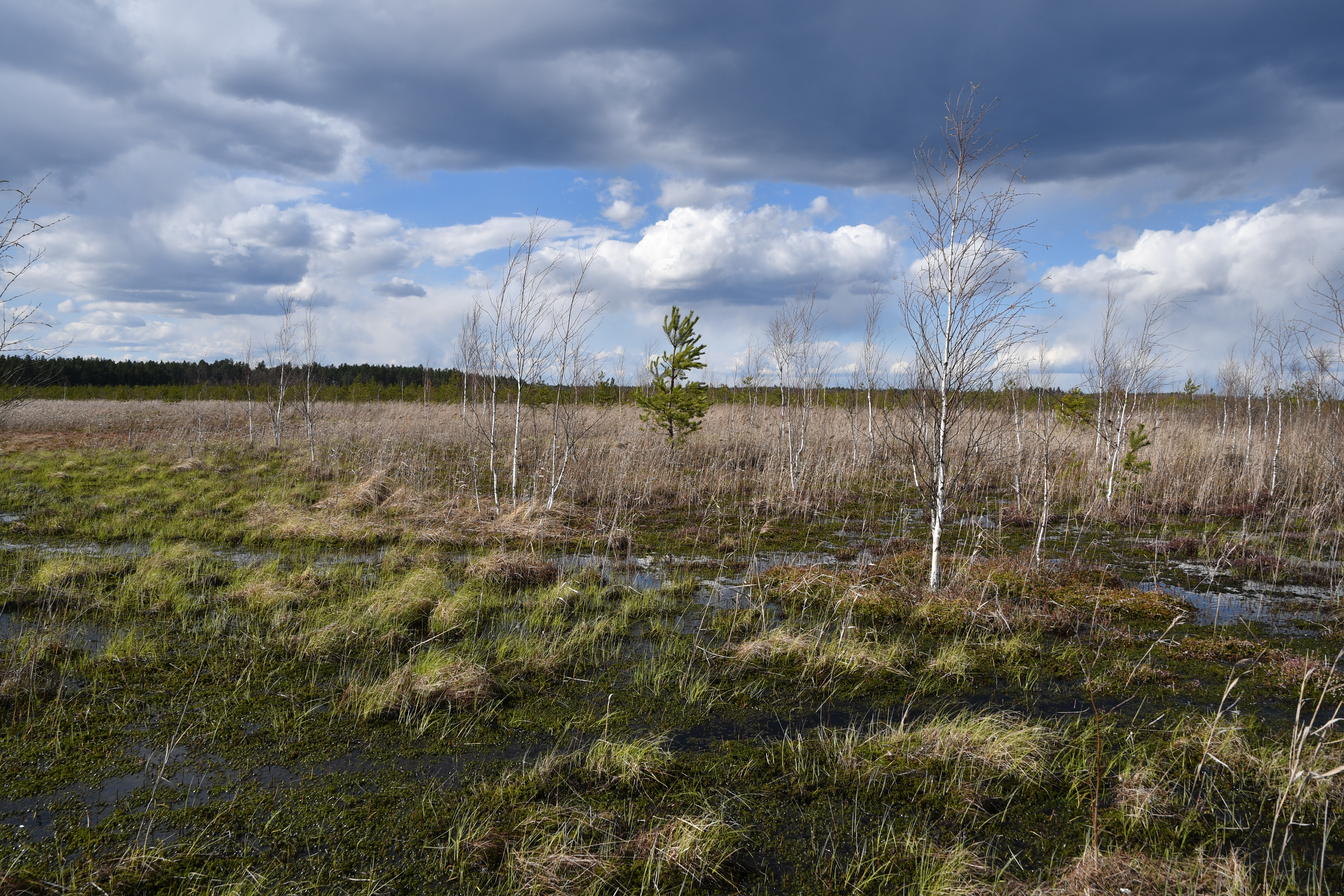
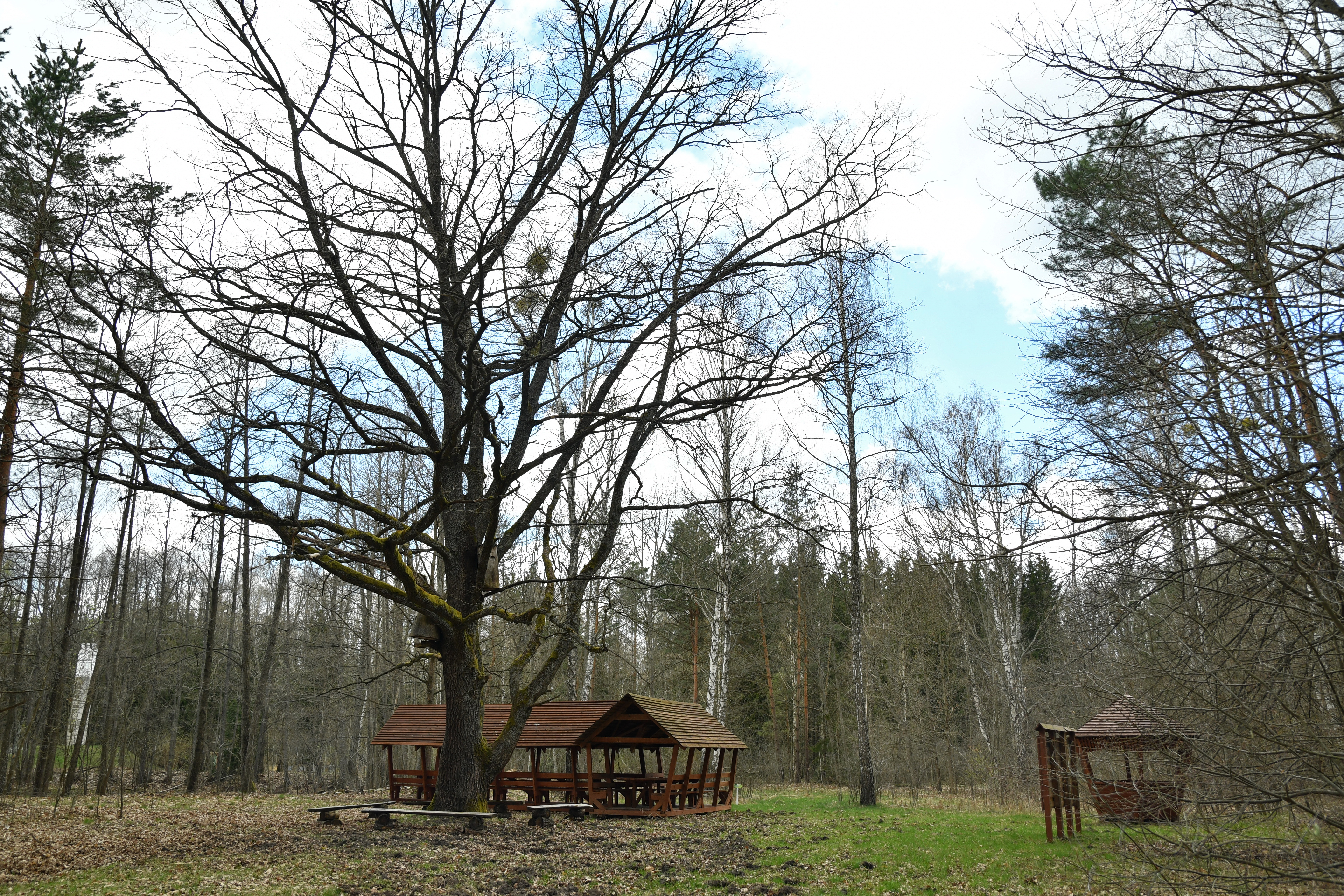
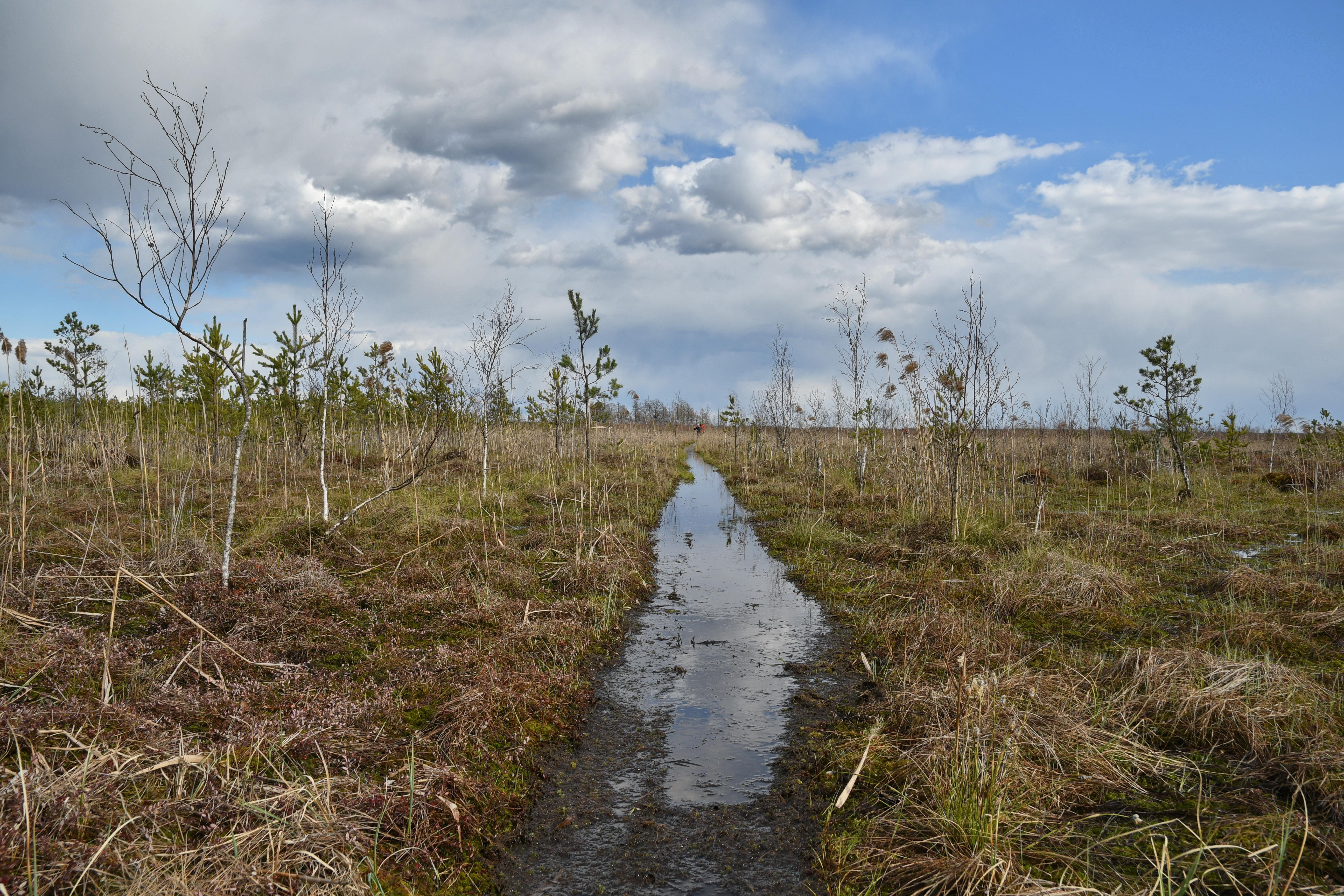

## Науково-освітня діяльність
Як науково-дослідна та еколого-освітня установа заповідник тісно співпрацює із закладами освіти (школами, ліцеями, університетами) та інститутами НАН України (Інститут ботаніки ім. М. Г. Холодного, Інститут зоології ім. І. І. Шмальгаузена). У заповіднику існує науковий відділ, який займається дослідницькою роботою. Закладено дванадцять постійних пробних площ (науково-дослідних полігонів-стаціонарів), еколого-ценотичний профіль з метою моніторингу сукцесійних змін. Розроблено екологічну стежку, формується гербарій, експозиційні матеріали і бібліотека, проводяться екскурсії, польові практики студентів.